# Епен
Епен или Ојпен (нем. и фр. Eupen) је град у Германофонској заједници у Белгији. Налази се у Валонији у провинцији Лијеж на 15 километара од Ахена у Немачкој и 45 километара од Лијежа. 
Епен је седиште Германофонске заједнице у Белгији. Град има 18.248 становника.

## Историја
Током 800 година Ојпен је био део војводства Лимбург. Одлуком Бечког конгреса 1815, град је припојен Пруској. После Првог светског рата, по одредбама Версајског мира, постао је део Белгије 1920.

## Становништво
Према процени, у општини је 1. јануара 2015. живело 19.122 становника.
| 2000. | 2010. | 2015. |
| ----- | ----- | ----- |
| 17516 | 18717 | 19122 |

Немачки језик је матерњи за око 90% становништва, а за осталих 10% француски и остали језици. Већина становништва говори два или три језика.